# Limnodynastes dumerilii
Limnodynastes dumerilli é uma espécie de rã da família Myobatrachidae. É nativa da Austrália oriental e foi introduzida na Nova Zelândia.

## Fonte
- Este artigo foi inicialmente traduzido, total ou parcialmente, do artigo da Wikipédia em inglês cujo título é «Eastern Banjo Frog», especificamente desta versão.